# Liste der Monuments historiques in La Motte-Ternant
Die Liste der Monuments historiques in La Motte-Ternant führt die Monuments historiques in der französischen Gemeinde La Motte-Ternant auf.

## Liste der Immobilien
| Bezeichnung      | Beschreibung            | Standort                  | Kennzeichnung | Schutzstatus | Datum | Bild           |
| ---------------- | ----------------------- | ------------------------- | ------------- | ------------ | ----- | -------------- |
| Kirche St-Martin | aus dem 12. Jahrhundert | Rue de Montlaville (Lage) | PA00112564    | Classé       | 1927  | weitere Bilder |